# Bujar Nishani
Bujar Faik Nishani (Durrës, 29 de setembro de 1966 — Berlim, 28 de maio de 2022; AFI: buˌjaɹ niˈʃani) foi um político albanês, foi presidente da Albânia de 2012 até 2017. Quando foi eleito, Nishani era membro do Partido Democrático da Albânia, deputado, e ministro dos Assuntos Internos. Constitucionalmente resignou aos três cargos após a eleição. O parlamento da Albânia elegeu Nishani para presidente com uma maioria simples de 73 em 140 possíveis, sem consenso da oposição.

## Vida pessoal e educação
Bujar Nishani nasceu em Durrës, Albânia. Em 1988 terminou os estudos na Academia Militar Skënderbej. Em 1996 estudou em San Antonio, Texas e na Califórnia. Em 2004, graduou-se pela Faculdade de Direito da Universidade de Tirana. Completou ainda um mestrado em Estudos Europeus. É casado com Odeta Nishani e tem dois filhos.

## Política
Bujar Nishani militou-se no Partido Democrático da Albânia em 1991, após a queda do comunismo. Trabalhou com chefe de relações exteriores no Ministério da Defesa e, depois, como chefe do gabinete de relações com a NATO no Ministério dos Negócios Estrangeiros. Em 1996 regressou ao Ministério da Defesa como membro do gabinete.
Após o Partido Democrático ter perdido as eleições parlamentares de 1997, saiu do cargo que ocupava e tornou-se presidente de uma ONG dedicada a assuntos militares euro-atlânticos. Em 2001 foi eleito secretário-geral do ramo do Partido Democrático em Tirana, e em 2004 membro do conselho da cidade de Tirana.
Venceu as eleições de 2005, na 34.ª zona eleitoral da capital contra o Ministro da Polícia e Segurança Igli Toska. Depois de liderar a Comissão Parlamentar de Segurança Nacional foi nomeado Ministro do Interior pelo primeiro-ministro Sali Berisha, e, em setembro de 2009, após segunda vitória eleitoral, foi nomeado Ministro da Justiça. Em 2011 substituiu Lulzim Basha como Ministro do Interior.
A 12 de junho de 2012, após vencer as eleições presidenciais, Nishani abandonou o cargo de Ministro do Interior.

## Morte
Após uma doença autoimune que infectou seus pulmões. Sua condição piorou devido a ele ter contraído COVID-19. Ele morreu em 28 de maio de 2022.